# Прототип (албум)
Прототип је хип хоп албум, шести по реду српског репера Блоковског. Објављен је 11. маја 2011. године на компакт-диск формату и за дигитално преузимање,  за независну хипхоп издавачку кућу Царски рез.
На албуму се налази осамнаест песама, гостујући емсијеви су Валар и Scrbr, за микс албума били су задужени Куер и Блоковски, као и за омот, док је извршну продукцију радио Куер. Битмејкери на албуму су Куер, Скуби, диџеј Даст, Цоа, Smiley, Roycter и HighDuke. Зрно кафе је свирала гитару, а Цоа (Citizen X) гитару. Уз албум је изашао и микстејп Дете са лоптом увек нађе друштво за игру, на којем су се нашле двадесет и две песме, разна гостовања и необјављени снимци.

## Песме
| Бр. | Назив песме               | Гости | Продукција | Трајање |
| --- | ------------------------- | ----- | ---------- | ------- |
| 1.  | Протоинтро                |       | Куер       | 01:56   |
| 2.  | Бити исти                 |       |            | 02:52   |
| 3.  | Прати ме                  |       | Куер       | 03:35   |
| 4.  | Игла                      | Валар | Валар, Smiley    | 03:14   |
| 5.  | Ко сам ја                 |       | Куер       | 04:02   |
| 6.  | Ко те има, тај те нема    |       | Куер       | 03:08   |
| 7.  | Мисао је пруга            |       | Куер       | 03:11   |
| 8.  | Рођен спреман             |       | Цоа        | 01:47   |
| 9.  | Није још једна            |       |            | 02:21   |
| 10. | Свирајте ноћас            |       | Куер       | 02:37   |
| 11. | Допусти ми                |       | Скуби      | 03:06   |
| 12. | Брат и брат               |       | Куер       | 01:44   |
| 13. | Касно је                  |       | диџеј Даст | 03:31   |
| 14. | Реп лимунада (интерлудиј) |       | Куер       | 01:16   |
| 15. | Ја и ја                   |       | Куер       | 03:56   |
| 16. | Повратак                  |       | Куер       | 03:06   |
| 17. | Главни одговорни          |       | Куер и     | 03:27   |
| 18. | Оутротип                  |       | Скуби      | 01:47   |